# Скальный монастырь в Зельве
Скальный монастырь в Зельве — музей под открытым небом в Каппадокии (с 1967 года).
В XI—XIII веках Зельве был важным центром местной христианской общины, здесь же возник монастырь Зельве. На территории монастыря находились церкви «виноградных гроздей» (тур. Üzümlü), «рыбы» (Baliki') и «оленей» (Geyikli). 
До 1952 года Зельве была населена: кроме церквей и часовен в скалах располагались жилые постройки, мельница, небольшая мечеть. С постоянным разрушением скал происходили обвалы в постройках и население было эвакуировано в «Новое Зельве» (Yeni Zelve), в 2 км от прежнего поселения.

## Церкви в Зельве
- Юзюмлю Килисе (Üzümlü Kilise), фрески VIII—IX веков;
- Балыкы Килисе (Balikli Kilise), названа так по находящейся там фреске;
- Geyikli Kilise;
- Direkli Kilise или Yazili Kilise;
- Hacli kilise;
- Vaftizli Kilise, с простым декором в форме крестов.